# Villepot

Localització de Villepot

Villepot  (en bretó Kerbod) és un municipi francès, situat a la regió de país del Loira, al departament de Loira Atlàntic, que històricament va formar part de la Bretanya. L'any 2006 tenia 687 habitants. Limita amb Noyal-sur-Brutz i Soudan a Loira Atlàntic, Martigné-Ferchaud a Ille i Vilaine, Pouancé a Maine i Loira.

## Demografia
| 1962                                       | 1968 | 1975 | 1982 | 1990 | 1999 | 2006 |
| ------------------------------------------ | ---- | ---- | ---- | ---- | ---- | ---- |
| 705                                        | 770  | 700  | 649  | 690  | 669  | 687  |
| Des de 1962: població sense dobles comptes |      |      |      |      |      |      |

## Administració
| Període   | Identitat        | Partit |
| --------- | ---------------- | ------ |
| 2001-2008 | Jean-Pierre Adam |        |
| 2001-     | Joël Aunette     |        |